# Mark Rober
Mark B. Rober (nascut el dia 11 de març de l'any 1980) és un youtuber estatunidenc, enginyer i inventor. És conegut pels seus vídeos a la plataforma YouTube sobre divulgació científica, invents de do-it-yourself (DIY) i sobre idees creatives. Molts dels seus vídeos s'han convertit en virals, com un en el qual es va construir una disfressa digital de Halloween, o un altre on va construir una trampa per a lladres de paquets que alliberaben una font de purpurina ultra fina al obrir-lo.
Abans de YouTube, Rober era enginyer de la NASA, on va passar set anys treballant en el Curiosity al Jet Propulsion Laboratory de la NASA. Posteriorment, va treballar durant quatre anys a Apple Inc. com a dissenyador de productes al grup de projectes especials de la companyia, on va ser autor de patents relacionades amb la realitat virtual en automòbils autònoms. L’octubre de 2019, Rober i el seu company YouTuber MrBeast van llançar la recaptació de fons ambientals #teamtrees per la plantació de 20 milions d'arbres arreu de Estats Units.

## Educació
Rober va créixer al comtat d'Orange, Califòrnia. De petit, va començar a jugar amb l'enginyeria, realitzant la fabricació d'unes ulleres que ajudaven a evitar les llàgrimes mentre es tallaven les cebes. Va obtenir el títol en enginyeria mecànica per la Universitat Brigham Young i un màster per la Universitat del Sud de Califòrnia.

## Carrera

### Carrera inicial (NASA)
Rober es va unir al Jet Propulsion Laboratory (JPL) de la NASA l'any 2004. Va treballar-hi durant nou anys, set dels quals es van dedicar a treballar al Curiosity, que ara és a Mart. Va dissenyar i lliurar maquinari en diverses missions del JPL. Mentre estava a la NASA, Rober va ser un dels principals arquitectes de "JPL Wired", que era una wiki completa sobre la captura de coneixement. Va publicar un estudi sobre l'aplicació de tecnologia wiki en una organització d'alta tecnologia per desenvolupar una "Intrapedia" per a la captura de coneixement corporatiu.

### Canal de YouTube, comunicació científica
Durant la seva etapa a la NASA, Rober va començar a crear vídeos que es convertirien en virals. Els seus vídeos cobreixen una àmplia varietat de temes, desencadenant idees per a bromes del April Fools 'Day i ensenyant trucs, com per exemple, batre una sala d'escapament i filmar primats als zoos de manera no invasiva. Defensa la ciència, realitzant vídeos per provar la capacitat dels taurons per olorar sang a l'aigua, sorra fluiditzada i purificació d'aigua.
El mes d'octubre de l'any 2011, Rober va gravar el seu primer vídeo a YouTube. Mostrava una disfressa de Halloween que utilitzava dos iPads per crear la il·lusió de veure a través del seu cos. El seu vídeo del vestit del "forat obert al tors" es va fer viral i va rebre 1,5 milions de visualitzacions en un sol dia. L’any següent, Rober va llançar Digital Dudz, una empresa de vestuari de Halloween en línia especialitzada en vestits de Halloween basada en el mateix concepte que el vídeo (del qual Rober té la patent). La companyia va obtenir 250.000 dòlars d’ingressos en les seves primeres tres setmanes d’operacions i, el 2013, les seves disfresses integrades en aplicacions es van vendre a botigues minoristes com Party City. Els vestits van aparèixer àmpliament en canals de notícies com CBS News, CNN, The Jay Leno Show, Fox, Yahoo! News, Discovery Channel, The Today Show i GMA. Va vendre la companyia a la companyia de vestuari Morphsuits, amb seu al Regne Unit, el 2013.
El desembre de l'any 2018, Rober va publicar un vídeo que mostrava com enganyava els lladres de paqueteria amb un artilugi dissenyat que ruixava purpurina als lladres, emetia una gran mala olor i enregistrava el vídeo dels lladres. El vídeo es va fer viral i va rebre 25 milions de visualitzacions en un dia. Més tard, Rober va eliminar dos dels cinc incidents capturats en cinta, sense saber que dos dels lladres eren en realitat amics d’una persona que va contractar per ajudar a atrapar els lladres de paquets. Rober va publicar un seguiment el desembre de 2019, en equip amb Macaulay Culkin i amb un disseny millorat. Així mateix, el dia 16 de desembre de l'any 2020 va tornar amb una tercera generació de l'artefacte, incloent un aspecte més innovador i trencador.
Rober ha aportat articles a Men's Health i ha fet una presentació de TEDx el 2015 anomenada How to Come with Good Ideas, així com una altra titulada The Super Mario Effect - Tricking Your Brain into Learn More. També ha fet nombroses aparicions a Jimmy Kimmel Live!. El 2018, es va informar que Rober havia estat treballant en secret en projectes de realitat virtual per a Apple Inc., incloent-ne l'entreteniment a bord de la companyia per a cotxes autònoms, per al qual Rober va escriure dues patents relacionades amb la realitat virtual. Rober va treballar com a dissenyador de productes al Grup de Projectes Especials d'Apple des del 2015 fins a principis del 2020. El 2020, Rober protagonitzà un programa de càmeres ocultes de Discovery Channel al costat de Jimmy Kimmel .
L’octubre de 2019, la comunitat de YouTube va llançar un projecte anomenat #TeamTrees, organitzat per MrBeast i Rober després d’un tuit que suggeria que MrBeast hauria de plantar 20 milions d’arbres. MrBeast i Rober van treballar amb YouTubers a tot el món per tal de fer-ho realitat. L’objectiu d’aquest projecte era recaptar 20.000.000 de dòlars per a la Fundació Arbor Day abans de començar l'any 2020 i, a canvi, la Fundació Arbor Day va prometre que plantaria un arbre per cada dòlar recaptat. Els YouTubers més destacats que van participar al projecte van ser iJustine, els Slow Mo Guys, Marques Brownlee, Hannah Stocking, PewDiePie, The Try Guys, AsapScience, Smarter Every Day, How Ridiculous, Half as Interesting, Life Noggin, It's Okay to be Smart, i HowToBasic.

## Vida personal
Rober es va traslladar a Sunnyvale, Califòrnia, el 2015, on viu amb la seva dona i el seu fill. Rober piulava el seu suport a les persones amb autisme, inclòs el seu fill.
L'agost de 2020, durant un vídeo el qual filmava amb taurons a les Bahames, Rober va revelar que va donar positiu a COVID-19, retardant la producció del seu vídeo.